# 막심 베르니에

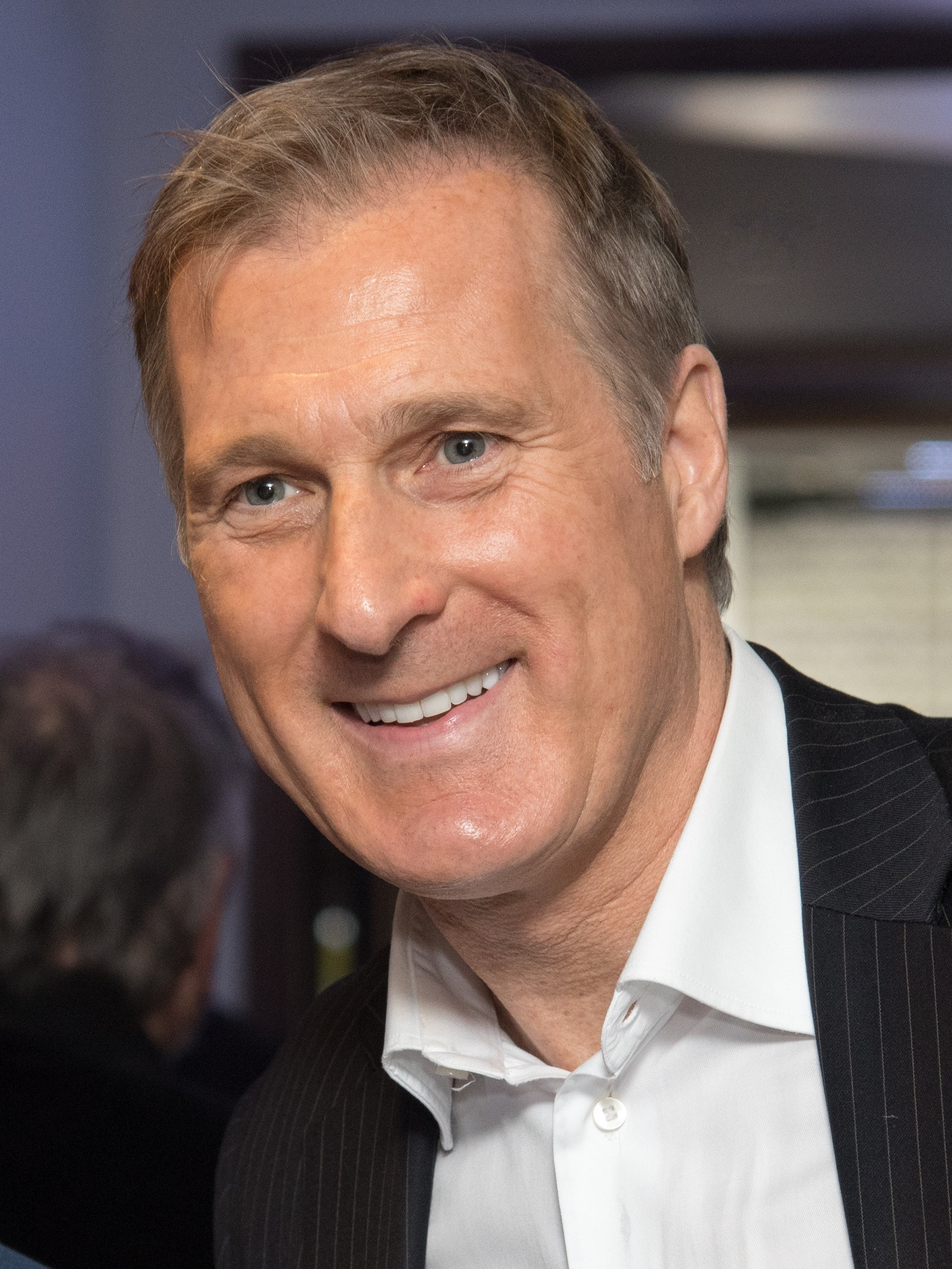
막심 베르니에

막심 베르니에(프랑스어: Maxime Bernier, 1963년 1월 18일 ~ )는 캐나다의 사업가, 변호사, 정치인으로 2006년 이래 뵈스 지역구의 국회의원을 지내고 있다. 그는 캐나다 인민당 (이하 인민당)을 창당했으며, 현재 당대표이다.
정계 입문 전에는 법률, 재무, 은행 관련 업무를 맡아왔으며, 입문 후에는 스티븐 하퍼 내각에서 산업부 장관, 외무부 장관, 중소기업관광농업부 국무성장관을 역임했다. 2015년 총선에서 보수당이 패한 이후 2018년 6월 12일까지 로나 앰브로스, 앤드루 시어 대표 하에서 혁신과학경제개발부 예비장관을 지냈다.
2017년 보수당 전당대회에 출마했지만 13차 선거에서 49%를 득표해, 12차 내내 1위를 기록했던 앤드루 시어에 패했다. 2018년 8월 23일 시어 체제에 반발해 보수당을 전격 탈당했으며, 9월 14일 인민당이라는 신당을 창당했다.